# Лесси в разрисованных холмах
«Лесси в разрисованных холмах», также известный под названием «Приключения Лесси во времена Золотой Лихорадки», — боевик 1951 года производства студии Metro-Goldwyn-Mayer (MGM). Фильм является экранизацией романа Александра Халла «Шеп из Разрисованных Холмов» и рассказывает о колли по кличке Шеп, который мстит за убийство своего хозяина. Это был седьмой и последний фильм о Лесси, выпущенный MGM.

## Сюжет
Старатель по имени Джонатан Харви (Пол Келли), хозяин колли по кличке Шеп, заботится о семье своего покойного партнера — Марте Блейк (Энн Доран) и её сыне Томми (Гэри Грей). После нескольких лет поисков в холмах Калифорнии (где фильм был снят) он, наконец, находит золото. Однако, прежде чем он может поделиться им с Блейк, его жадный партнер Тейлор Линь (Брюс Каулинг) убивает Джонатана и пытается претендовать на золото. Он отравляет Шепа, который едва не умирает, и чуть не убивает Томми, но в конечном счете Шеп выздоравливает и приводит Линя в горы, где тот падает с обрыва насмерть.

## В ролях
- Пэл (указан как Лесси) — Шеп
- Пол Келли — Джонатан Харви
- Брюс Коулинг[англ.] — Линь Тейлор
- Гэри Грей[англ.] — Томми Блейк
- Энн Доран — Марта Блейк
- Арт Смит — Пайлот Пит
- Андреа Вирджиния Лестер — Мита
- Чиф Ювлач[англ.] — Белоголовый орлан
- Браун Джад Рейнольдс — Красное Крыло